# William Abendroth
Gustav William Abendroth (Pirna, 10 de julho de 1838 – Dresden, 2 de março de 1908) foi um matemático, físico e vice-diretor (Konrektor) da Kreuzschule em Dresden.

## Formação e carreira
William Abendroth provém de uma família de estudiosos estabelecidos em Scheibenberg, Erzgebirge, Saxônia. Seu avô foi o farmacêutico Johann Georg Gottlieb Abendroth (1772-1837), que se estabeleceu em Pirna.
Após frequentar a escola estudou matemática e ciências desde 1858 na Universidade de Leipzig, obtendo um doutorado em 1862. No ano seguinte conseguiu seu primeiro emprego como professor no Vitzthum-Gymnasium Dresden. Pouco depois passou a lecionar matemática e ciências naturais na Kreuzschule, onde recebeu o título de professor em 1876. Em 1870 foi membro da Naturwissenschaftliche Gesellschaft ISIS Dresden e da Associação de Geografia de Dresden.
Aposentou-se em 1907 e morreu no ano seguinte. Seu funeral aconteceu no subúrbio de Tolkewitz no Johannisfriedhof

## Obra
Conhecido principalmente por meio de algumas de suas publicações sobre tópicos matemáticos e científicos. Dentre estes constam, em particular, W. Abendroth’s Leitfaden der Physik, mit Einschluß der einfachsten Lehren der mathematischen Geographie, nach der Lehr- und Prüfungsordnung von 1893, für Gymnasien (I. Band: Kursus der Unter- und Obersekunda; II. Band: Kursus der Unter- und Oberprima) (mit 114 und 164 Figuren im Text und 1 Farbtafel im 2. Band), Ueber elektrisirte Flüssigkeitsstrahlen. Neue Versuche und Erklärungen, publicado em 1874, e Anfangsgründe der analytischen Geometrie der Ebene, für die oberste Stufe der höheren Schulen und zum Selbstunterricht, publicado em 1882.